# Pseudodracontium
Pseudodracontium es un género de plantas con flores de la familia Araceae. Es originario de Indochina.
En la actualidad consta de 7 especies.  El género fue creado por Nicholas Edward Brown en 1882 para dar cuenta de dos especies en Amorphophallus y Dracontium. Sin embargo, las pruebas moleculares la incluyeron en Pseudodracontium desechando Amorphophallus.

## Taxonomía
El género fue descrito por Nicholas Edward Brown y publicado en J. Bot. 20: 193. 1882. La especie tipo es: Pseudodracontium anomalum N.E. Br. 

## Especies
- Pseudodracontium fallax Serebryanyi, Blumea 40: 221 (1995).
- Pseudodracontium harmandii Engl., Bot. Jahrb. Syst. 25: 15 (1898).
- Pseudodracontium kuznetsovii Serebryanyi, Blumea 40: 226 (1995).
- Pseudodracontium lacourii (Linden & André) N.E.Br., J. Bot. 20: 190 (1882).
- Pseudodracontium lanceolatum Serebryanyi, Blumea 40: 230 (1995).
- Pseudodracontium latifolium Serebryanyi, Blumea 40: 231 (1995).
- Pseudodracontium macrophyllum Gagnep. ex Serebryanyi, Blumea 40: 232 (1995).